# Stuart Henrik címzetes skót király
Stuart Henrik (1545. december 7. – 1567. február 10.), Stuart Mária skót királynő második férje és elsőfokú unokatestvére, a Stuart-ház tagja, Skócia iure uxoris királya, Darnley ura (Lord Darnley), az angol korona várományosa. 

## Élete

Stuart Henrik címere

VII. Henrik angol király dédunokája volt (VII. Henrik leánya, Tudor Margit özvegy skót királyné volt Darnley anyai nagyanyja), így az akkori angol királynő, I. Erzsébet angol királynő halála után trónkövetelőként is szóba jöhetett volna mint angliai születésű. Ezért, amikor Stuárt Mária skót királynő visszatért első férje halála után Skóciába, válogatni kezdett kérői között, és végül a politikai indíték mellett, mert szerelmes is volt a Henrikbe, házasságot kötött vele. Tudta a skót királynő jól, ha ebből a frigyből fiúgyermek születik, az növeli az angliai trónesélyeit, és nemcsak Skócia királya lehet anyja után, hanem ő követheti majd I. Erzsébetet a trónon. A skót királynő hamarosan világra hozta egyetlen fiát, Jakabot, aki később VI. Jakabként Skócia királya lett, aztán I. Jakab néven elfoglalhatta Anglia trónját is. Darnley részeges és szoknyavadász volt, valamint részt vett egy Mária elleni összeesküvésben is, amelyet a királynő féltestvére tervelt ki. Henrik nem csupán királyi hitves akart lenni, hanem azt akarta elérni, hogy felesége nevezze ki Skócia társkirályává, és miután ezt megtagadta tőle Mária, részt vett a királynő elleni összeesküvésben, és meggyilkoltatta a királynő titkárát. Ezek után a skót főurak Darnley árulása miatt megölették Darnley-t, amelynek fő kitervelője és részese James Hepburn, Bothwell grófja volt. Ezt követően hozzáment Bothwellhez Mária, ami végül Mária bukásához vezetett.